# Промышленный район (Самара)
Промы́шленный райо́н — один из внутригородских районов города Самары.
Расположен в северо-восточной части Самары, в границах улиц: 5-я просека, 6-я просека, 7-я просека, 8-я просека, улица XXII Партсъезда, Вольская улица, улица Александра Матросова, улица Свободы, переулок Штамповщиков, улица Победы, Ново-Вокзальная улица, Красных Коммунаров, Калинина, проспект Кирова, Заводское шоссе, Совхозный переулок, Кабельная улица, улица Земеца, Физкультурная улица, Краснодонская улица, Черемшанская улица, Московское шоссе, Ташкентская улица, Солнечная улица, 9-я просека. На юге в район входит промышленная зона Безымянки.
Промышленный — самый густонаселённый район. Имеет протяжённость 12,3 километра с северо-запада на юго-восток и ширину (в среднем) — 2,4 километра. Площадь района составляет — 4,86 тыс. га. Население: 267 тыс. чел. (на начало 2007 года).

## Население
| 1979     | 1989     | 2002     | 2010     | 2012     | 2013     | 2014     | 2015     | 2016     |
| -------- | -------- | -------- | -------- | -------- | -------- | -------- | -------- | -------- |
| 208 334  | ↗285 469 | ↘271 554 | ↗273 126 | ↗275 116 | ↗276 160 | ↗276 540 | ↗277 823 | ↗279 193 |
| 2017     | 2018     | 2019     | 2020     | 2021     |          |          |          |          |
| ↗280 116 | ↘276 581 | ↘274 275 | ↘272 498 | ↘268 899 |          |          |          |          |

## Учебные заведения
В районе располагаются два ВУЗа:
- Самарская академия государственного и муниципального управления
- Самарский юридический институт Федеральной службы исполнения наказаний

## Предприятия

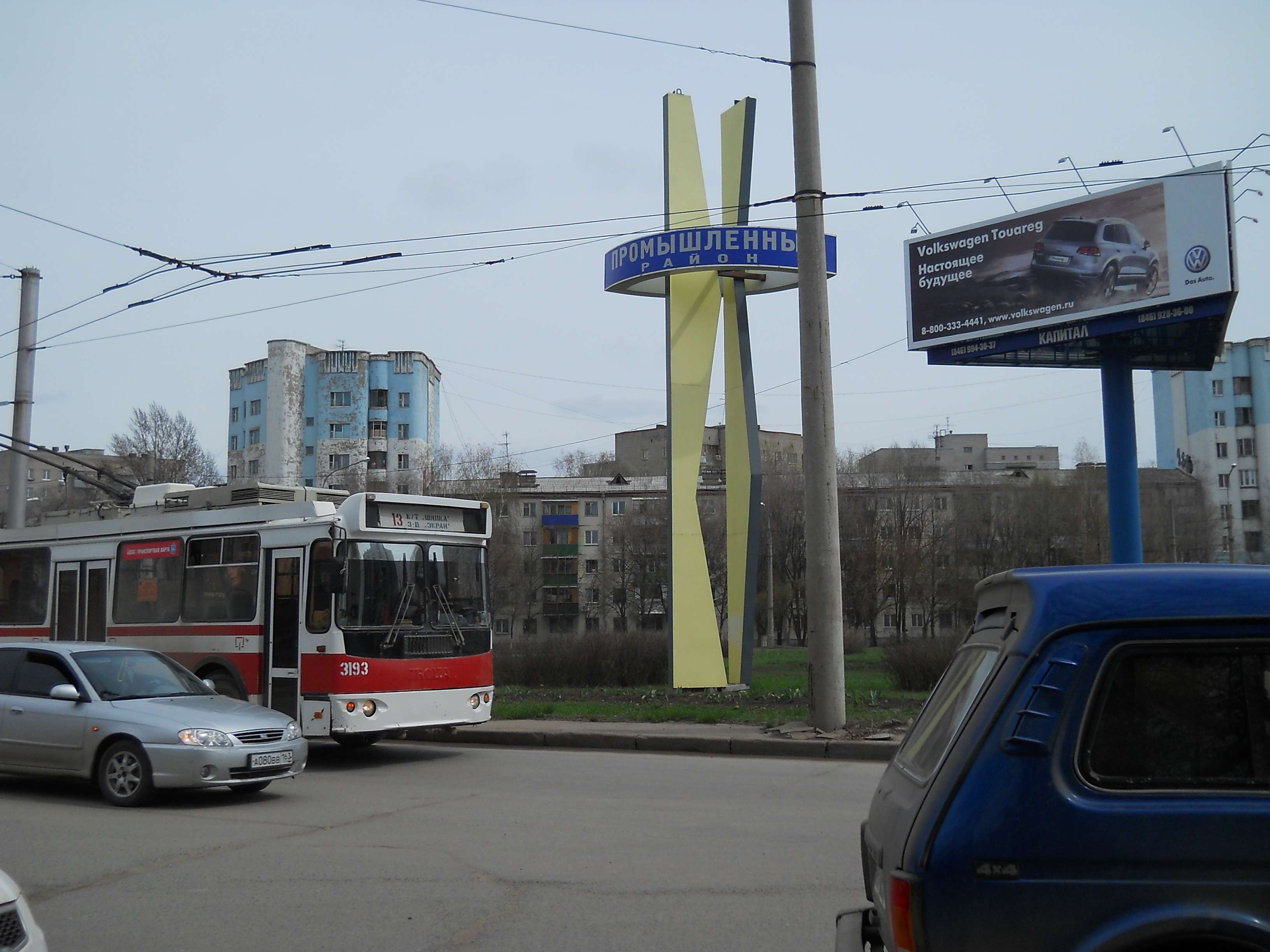
Въезд в промышленный район по улице Стара-Загора

18 крупных и средних промышленных предприятий, среди которых:
- ОАО «Моторостроитель»
- Завод имени Тарасова
- Завод «Экран»
- Электродепо «Кировское»
- ОАО «Авиаагрегат»
- ОАО «Гидроавтоматика»
- Самарский кислородный завод
- Завод железобетонных изделий № 3
- Завод железобетонных изделий № 4
- Самарский булочно-кондитерский комбинат
- Самарский гипсовый комбинат
- Безымянская ТЭЦ

## Религиозные учреждения
- Приход в честь Пророка, Предтечи и Крестителя Господня Иоанна (ул. Ново-Вокзальная, 178/ ул. Солнечная) — церковь построена в 80-х гг. XX в. на месте остатков архиерейского скита, возникшего в середине XIX века в районе современной улице Аминева, а тогда — в окрестностях Самары, верстах в восьми от города[источник не указан 833 дня].
- Кирилло-Мефодиевский собор (Ново-Садовая улица, 260) — современный храм, высота вместе с крестом составляет 57 метров, высота колокольни — 73[источник не указан 833 дня]
- Храм в честь Святой Троицы в реконструированном здании насосной станции (ул. Воронежская, 137А, около парка «Воронежские озёра»)
- Храм Святой Троицы  (ул. Воронежская, 143а, сквер за ТЦ «Империя») — построен в 2019 году
- Церковь в честь иконы Божией Матери Умиление (ул. Ново-Вокзальная, 47а, в парке «Молодёжный»)
- Храм в честь Святого благоверного князя Дмитрия Донского (ул. Рыльская, 24в/ Управленческий тупик, во дворе Самарского юридического института ФСИН)
- Самарская соборная мечеть (ул. Стара-Загора, 54)

## История
Промышленный район города Самары, как административная территория города, образован в соответствии с Указом Президиума Верховного Совета РСФСР от 5 апреля 1978 года «Об образовании Промышленного района в г. Куйбышеве Куйбышевской области» из частей территорий Кировского, Октябрьского и Советского районов.

## Достопримечательности
- Самарская соборная мечеть
- Собор Кирилла и Мефодия
- Памятник штурмовику Ил-2

### Утраченные
- Ипподром — снесён в 2012 году

## Парки и скверы
- Парк им. Юрия Гагарина
- Парк «Воронежские озера»
- Парк «Молодёжный»
- Сквер «Родина»
- Сквер им. Калинина[17]

## Фильмография
- На территории Барбошиной поляны, которая ныне является частью Промышленного района, проходили съёмки легендарного художественного фильма Тимур и его команда (1940).
- В октябре 2011 года в электродепо «Кировское», которое находится на территории Промышленного района, проходили съёмки российского блокбастера «Метро».